# Departamento Federación
Federación es un departamento del noreste de la provincia de Entre Ríos en la República Argentina. Toma el nombre de su cabecera, la ciudad de Federación.
Es el séptimo más pequeño de la provincia con una superficie de 3760 km² y el quinto más poblado, con 78 691 habitantes según censo de 2022.
Limita al oeste con los departamentos Feliciano y Federal, al norte con la provincia de Corrientes, al sur con el departamento Concordia y al este con la República Oriental del Uruguay.
De acuerdo a la metodología utilizada por el INDEC para el censo 2010 el departamento Federación comprendió 11 localidades: Chajarí, Colonia Alemana, Colonia La Argentina, San Ramón, Colonia Peña (en la jurisdicción de San Ramón), Federación, Los Conquistadores, San Jaime de la Frontera, San Pedro o Colonia Freitas, Santa Ana (comprendiendo las entidades Santa Ana, y Colonia Ensanche Sauce, que fue considerada localidad en el censo de 2001), Villa del Rosario. Colonia Santa María fue considerada localidad en el censo 2001, pero perdió esa categoría para el de 2010. Colonia Alemana, Colonia Peña, y Colonia La Argentina, no fueron consideradas localidades en el censo de 1991, mientras que San Ramón no lo era en 1991 ni en 2001.

## Historia
Mandisoví fue la cabecera del 4° Departamento subalterno del 2° Principal del Uruguay cuando en 1822 se realizó la primera división administrativa de la provincia. Comprendía desde el arroyo de las Mulas, el río Guayquiraró, el arroyo Basualdo, el arroyo Tunas y el río Mocoretá, bajando por el río Uruguay hasta el arroyo Yeruá y de este indefinidamente hasta el arroyo de las Mulas pasando por el arroyo Sauce de Luna.
El 20 de marzo de 1847 el comandante interino del 4° Departamento subalterno del 2° Principal (o de Mandisoví), ya con cabecera en Concordia, coronel Manuel Antonio Urdinarrain, delineó el nuevo pueblo de Mandisoví, llamado posteriormente Federación.
Cuando Justo José de Urquiza mediante la sanción del Reglamento de Administración de Justicia del 13 de abril de 1849 realizó una nueva división administrativa de la provincia, Federación quedó integrada en el Departamento de la Concordia formando la Delegacía de Federación:

Art. 11°: Departamento de la Concordia: su territorio desde el Arroyo Grande hasta el Mocoretá, comprendiendo los pueblos Concordia y Federacion y sus respectivos suburbios, y los distritos Yeruá, Yuquerices, Gualeguaycito, Mandisoví, Tatutí, Yeguas, Diego Lopez, Compaz, Moreira.

La ley nacional n.º 1149 del 22 de diciembre de 1881 fijó el límite interprovincial de Entre Ríos con Corrientes:

(...) el arroyo Mocoretá, arroyo Tunas, una línea que corta la cuchilla Basualdo hasta las nacientes del arroyo del mismo nombre. Por esta corriente hasta el Guayquiraró y por éste hasta su desagüe en el Paraná.
Ley Nacional Nº 1149

El pueblo de Federación y sus distritos de campaña constituyeron una delegación política dentro del departamento Concordia hasta que por reforma de la Constitución provincial de 1883 se ordenó que se creara el año siguiente los departamentos Federación y San José de Feliciano, ambos con partes del departamento Concordia. Lo que se llevó a efecto el 11 de agosto de 1887 cuando fue promulgada la ley sancionada el 5 de agosto de 1887 que fijó los límites del nuevo departamento.

Art. 1°. Designase por límite del Departamento Federación los siguientes:
 Al Norte Arroyo Mocoretá, desde su barra en el Río Uruguay hasta la barra del arroyo Tunas, este arroyo hasta la barra de Vicente Gómez y esta cañada hasta sus puntos. Al Sud el arroyo San Pascual o Gualeguaycito en toda su extensión, la cuchilla que divide aguas a Gualeguay y Uruguay hasta la punta de la cañada Bermúdez; esta en toda su extensión en el Río Gualeguay hasta la barra en el arroyo Guerrero y este arroyo en toda su extensión. Al Este el río Uruguay. Al Oeste la Cuchilla Grande que divide aguas de los ríos Feliciano, Uruguay y Gualeguay desde los puntos del arroyo Carpinchori hasta los puntos del arroyo Basualdo.
 Art. 2°. La representación cuantitativa de los nuevos Departamentos, será la siguiente: 1° Corresponderá al Departamento Federación un Diputado de los dos a elegir para el año próximo en reemplazo de los cesantes por Concordia.

El nuevo departamento Federación incluyó, además del pueblo de Federación, los distritos de campaña que también integraban la delegacía de Federación: 1° Gualeguaycito, 2° Gualeguaycito, Mandisoví, Tatutí. Se incluyó también en el departamento Federación parte del distrito Atencio con el nombre de Atencio al Este, mientras que su remanente pasó a integrar el nuevo departamento San José de Feliciano con el nombre de Atencio. El 22 de agosto de 1887 fue designado el primer jefe político del departamento Federación, Miguel González y Martínez, junto con su secretario Fermín Gómez y el receptor de rentas Cosme Solano. 
El 21 de enero de 1948 se produjo un sismo con epicentro en Chajarí, que tuvo fuerte repercusión en la región, debido al absoluto desconocimiento de la posibilidad de existencia de estas catástrofes naturales en esta zona.
El Tratado de Límites del Río Uruguay fue firmado por Argentina y Uruguay el 7 de abril de 1961, disponiendo en su artículo 1 en lo que corresponde al departamento Federación que el límite sigue la línea media del cauce que el río Uruguay tenía en 1961. Transitoriamente dispuso que la línea hiciera las inflexiones necesarias para dejar en territorio uruguayo a una serie de islas enumeradas en el tratado y en territorio argentino correspondiente al departamento Federación al islote del Infiernillo. Estas inflexiones se suprimieron al completarse el llenado del embalse de la represa de Salto Grande -que comenzó el 1 de abril de 1979- al quedar sumergidas permanentemente las islas. El llenado del embalse sumergió partes de los distritos Gualeguaycito y Mandisoví, junto con la mayor parte de la ciudad de Federación. El 25 de marzo de 1979 fue inaugurado el nuevo emplazamiento de la ciudad de Federación a pocos kilómetros del original.
El 21 de junio de 1979 la intervención militar de la provincia sancionó y promulgó la ley n.º 6378 que rectificó y precisó los límites interdepartamentales. El límite entre los departamentos Federación y Feliciano que transcurría por la divisoria de aguas de la cuchilla Grande fue rectificado para apoyarlo en las vías del ramal Diamante-Curuzú Cuatiá del Ferrocarril General Urquiza hasta alcanzar el arroyo Guerrero, exceptuando sectores adyacentes a las localidades de San Jaime de la Frontera y Los Conquistadores que fueron transferidos del departamento Feliciano al de Federación. Aunque el decreto-ley n.º 6378 perdió eficacia el 10 de diciembre de 1987 al no ser prorrogada su vigencia, los límites quedaron legalmente retrotraídos a los existentes al 24 de marzo de 1976 (excepto los legislados posteriormente en democracia). Sin embargo, los organismos públicos provinciales y nacionales continuaron utilizando los límites dispuestos por ese decreto-ley sin revertir a los límites previos.

## Gobiernos locales

### Municipios
| Municipio                | Población |
| ------------------------ | --------- |
| Chajarí                  | 34 848    |
| Federación               | 17 547    |
| Los Conquistadores       | 1287      |
| San Jaime de la Frontera | 4337      |
| Santa Ana                | 1795      |
| Villa del Rosario        | 3973      |

### Centros rurales de población
Los centros rurales de población gobernados por juntas de gobierno son:
Segunda categoría
- Colonia La Argentina: creado antes del 10 de diciembre de 1983
- San Pedro
- San Ramón.

Tercera categoría
- Colonia Alemana
- Colonias Santa María y las Margaritas: creado el 26 de diciembre de 2005[14]
- La Florida: creado el 28 de marzo de 1984.[15] Población rural dispersa.
- La Fraternidad y Santa Juana: creado el 30 de diciembre de 1994.[16] Población rural dispersa.
- Paraje Guayaquil: población rural dispersa.

Cuarta categoría
- Colonia Tunas: población rural dispersa.
- Gualeguaycito: población rural dispersa.
- San Roque: población rural dispersa.

Los integrantes de las juntas de gobierno fueron designados por decreto del gobernador hasta que fueron elegidos por primera vez el 23 de noviembre de 2003, sin embargo, dado que los circuitos electorales en algunos casos no coinciden con las jurisdicciones de las juntas de gobierno algunas de ellas siguen siendo designadas por decreto mientras que otras se agrupan para elegir una sola junta. En este último caso el gobierno se reserva el derecho de realizar posteriormente la designación de la o las juntas subsumidas. En las elecciones del 23 de noviembre de 2003, 18 de marzo de 2007, 23 de octubre de 2011 y 25 de octubre de 2015 Gualeguaycito, Colonia La Argentina y Paraje Guayaquil eligieron una única junta de gobierno. La Florida y San Pedro, que comparten un circuito electoral, fueron designadas por decretos el 3 de marzo de 2004 y en las elecciones posteriores eligieron una única junta de gobierno. Sin embargo, San Pedro fue designada por decreto de 5 de marzo de 2008. La junta de gobierno de La Fraternidad y Santa Juana fue designada por decreto de 3 de marzo de 2004 y la de Colonias Santa María y las Margaritas fue creada el 26 de diciembre de 2005 (integrantes designados el 28 de julio de 2006). Ambas pasaron a compartir un circuito electoral y eligieron una única junta de gobierno en las elecciones de 18 de marzo de 2007, 23 de octubre de 2011 y 25 de octubre de 2015, aunque Colonias Santa María y las Margaritas fue designada por decreto de 28 de julio de 2006. San Ramón fue designada el 3 de marzo de 2004 y el 5 de marzo de 2008, y elegida en las elecciones de 23 de octubre de 2011 y 25 de octubre de 2015. Colonia Tunas fue designada por decretos de 3 de marzo de 2004 y de 19 de febrero de 2016 y elegida en las elecciones de 18 de marzo de 2007 y 23 de octubre de 2011.
Los circuitos electorales utilizados para las elecciones de las juntas de gobierno son (CIRCUITO ELECTORAL: junta de gobierno):
- 298-MANDISOVÍ: Colonia Alemana
- 299-COLONIA FREITAS: La Florida y San Pedro
- 300-GUALEGUAYCITO: Gualeguaycito, Colonia La Argentina y Paraje Guayaquil
- 304-ATENCIO AL ESTE: San Ramón
- 301-TATUTÍ: Colonia Tunas
- 303-COLONIA SANTA MARÍA: La Fraternidad y Santa Juana y Colonias Santa María y las Margaritas
- 307-SAN ROQUE: San Roque

El circuito electoral 309-CAÑADA DEL CERRO corresponde a un área no organizada en la que no se elige un gobierno local.

## Distritos
El departamento Federación se divide en 4 distritos. Para fines de mensuras catastrales y en algunas ramas de la administración provincial el ejido original del municipio de Federación, y las islas del departamento son considerados aparte de los distritos y la Codificación General de Jurisdicciones Político Administrativas de la Provincia de Entre Ríos les asigna los códigos 0400 y 0405 respectivamente.
| Código - Distrito      | Área (en km²) |
| ---------------------- | ------------- |
| 0401 - Atencio al Este | 637,63        |
| 0402 - Gualeguaycito   | 714,43        |
| 0403 - Mandisoví       | 1307,39       |
| 0404 - Tatutí          | 1118,18       |

- Distrito Atencio al Este, comprende:
  - ejido municipal de Los Conquistadores (parte suroeste)
  - área jurisdiccional del centro rural de población de San Ramón (parte oeste)
  - área no incorporada a un gobierno local
- Distrito Gualeguaycito, comprende:
  - ejido municipal de Federación (área de ampliación)
  - áreas jurisdiccionales de los centros rurales de población de Colonia La Argentina, Paraje Guayaquil, Gualeguaycito y San Ramón (parte sur)
  - área no incorporada a un gobierno local
- Distrito Mandisoví, comprende:
  - ejidos municipales de Chajarí, Villa del Rosario y Santa Ana
  - áreas jurisdiccionales de los centros rurales de población de Colonia Alemana, Colonia la Florida, San Pedro, San Roque, La Fratenidad y Santa Juana y San Ramón (parte este)
  - área no incorporada a un gobierno local
- Distrito Tatutí, comprende:
  - ejidos municipales de San Jaime de la Frontera y de Los Conquistadores (parte noreste)
  - áreas jurisdiccionales de los centros rurales de población de Colonia Tunas y de Colonia Santa María y las Margaritas
  - área no incorporada a un gobierno local (2 sectores)
- Distrito Ejido de Federación, comprende:
  - ejido municipal original de Federación (excepto el área inundada por el embalse de Salto Grande)
- Sección Islas de Federación (comprendía el islote del Infiernillo en el río Uruguay, hoy sumergido por el embalse de Salto Grande)

## Demografía
Cuenta con 78 691 habitantes (Indec, 2022), lo que representa un incremento del 14,5 % frente a los 68 736 habitantes (Indec, 2010) del censo anterior.
La población se encuentra repartida en 39 389 mujeres y 39 219 hombres, con un índice de masculinidad de 99,5 hombres por cada 100 mujeres.
La edad mediana de la población es de 31 años (32 años entre las mujeres y 30 años entre los hombres). El 10,1 % de la población tiene más de 65 años (frente al 8,5% en 2010), y el 2 % tiene más de 80 años (frente al 1,8 % en 2010).
De las personas residentes en el departamento, 10 288 nacieron fuera de la provincia y 696 lo hicieron fuera del país.